# Republikken Genova
 Denne artikel bør gennemlæses af en person med fagkendskab for at sikre den faglige korrekthed.

Republikken Genova (it. Repubblica di Genova) var en uafhængig stat i Ligurien ved Italiens nordvestkyst, som eksisterede fra det 11. århundrede til 1797, da den blev invaderet af revolutionære franske styrker under ledelse af Napoleon. Den blev efterfulgt af Den liguriske republik, som eksisterede til 1805, da den blev annekteret af Frankrig. Den liguriske republik blev igen proklameret efter Napoleons nederlag i 1814, men blev kort efter annekteret af Kongedømmet Sardinien, som senere blev til Kongeriget Italien.
44°24′27″N 8°56′00″Ø / 44.4075°N 8.9333°Ø